# Gunnar Höckert
Gunnar Mikael Höckert (Helsinki, 12 febbraio 1910 – Istmo careliano, 11 febbraio 1940) è stato un mezzofondista finlandese, campione olimpico dei 5000 metri piani ai Giochi di Berlino 1936.

## Palmarès
| Anno | Manifestazione  | Sede    | Evento       | Risultato | Prestazione | Note            |
| ---- | --------------- | ------- | ------------ | --------- | ----------- | --------------- |
| 1936 | Giochi olimpici | Berlino | 5000 m piani | Oro       | 14'22"2     | Record olimpico |